# Nomenclatura de barcos antiguos

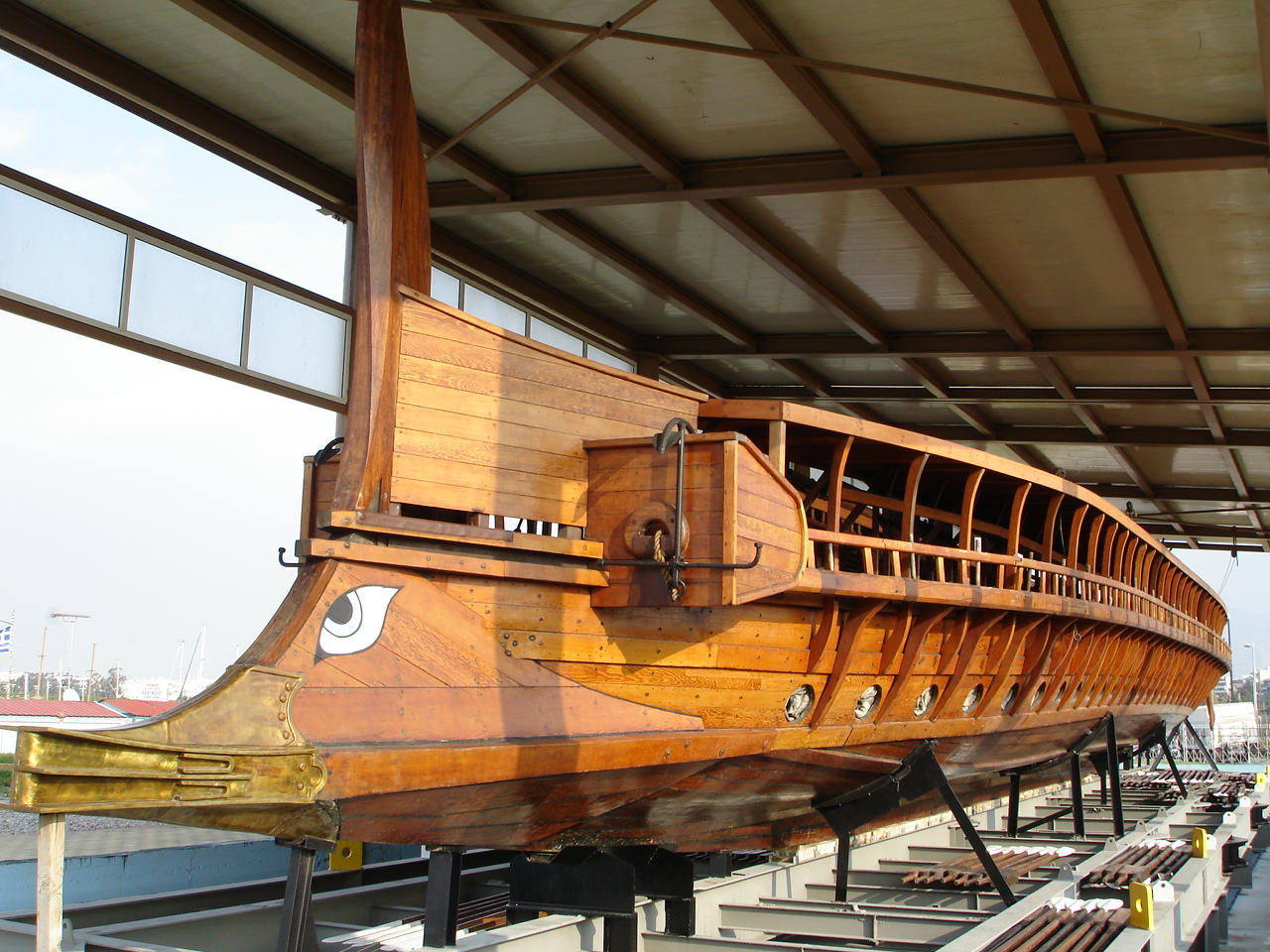
Una reconstrucción moderna de una trirremo : Olympias, de la marina griega

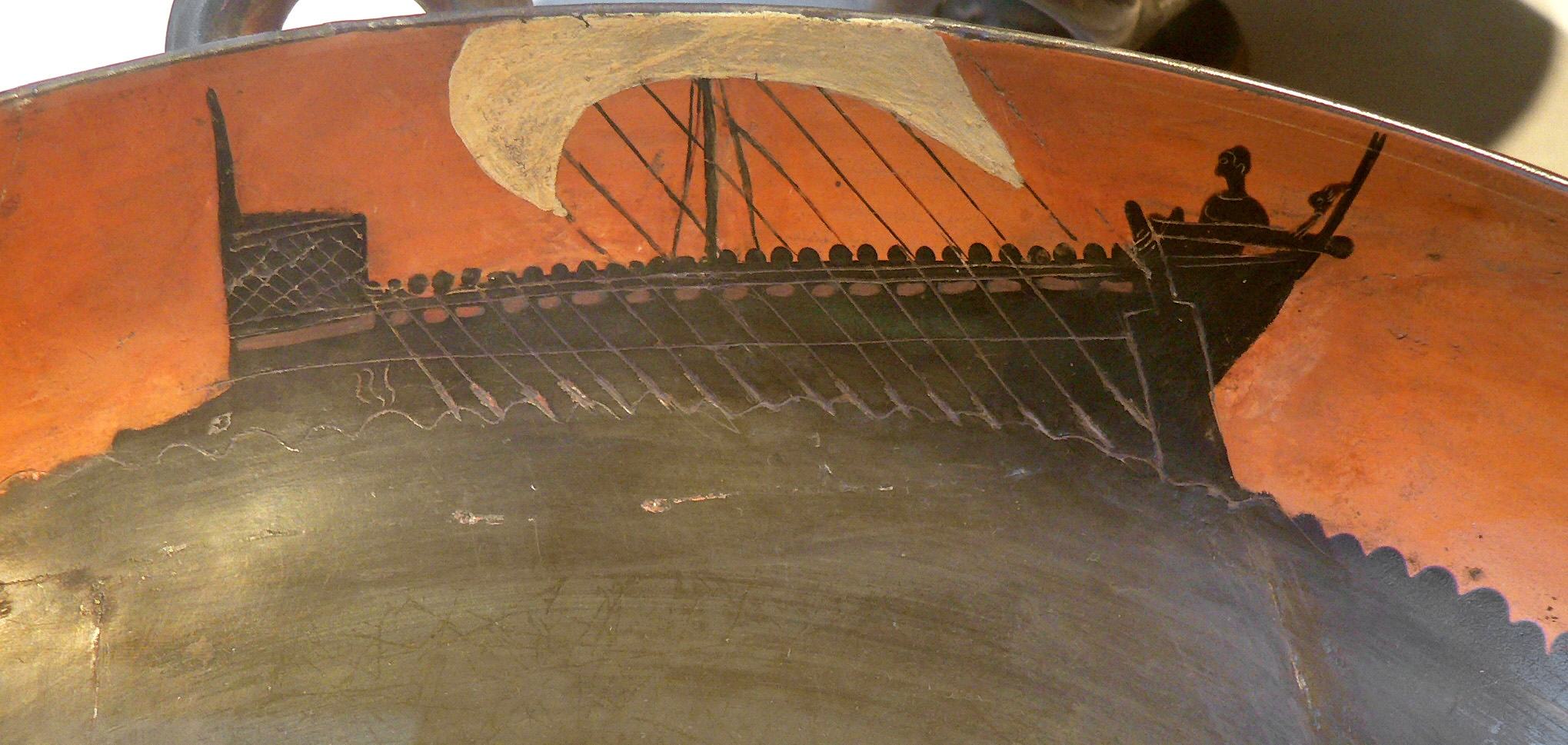
Pentecóntero pintado en un cielo en la BNF.

Una nomenclatura de barcos antiguos que recoja los distintos nombres de las naves y embarcaciones menores puede ser útil en estudios históricos y literarios relacionados con la náutica. En las crónicas de guerras, batallas navales y otros hechos marítimos se mencionan a menudo embarcaciones cuyos términos no son del dominio popular. Disponer de una relación centralizada puede resultar práctico para las personas interesadas en el tema.

## Antigua Grecia
- Eikosoros (20 remos)
  - Otro significado general.[1][2]
- τριακόντορος. Triakontoros (30 remos).[3]
- Pentecóntero . Πεντηκόντορος. Pentekontoros (50 remos).
- Hemiolia .[4]
- Trihemiolia. τριημιολία.[5]
- Myoparo.[6][7][8]
- Trieras. Triērēs (τριήρης, plural τριήρεις). Véase trirremos .[9][10]
- τετρήρεις (cuatrirremios), Cuatrirrem
- πεντήρεις (quinqueremis), Quinquerrem
- εξήρεις (hexaremis)
- επτήρεις (septiremis)
- οκτήρεις (octiremis )
- εννήρεις (noniremis )
- δεκήρεις (deciremis )

### Casos raros
- Cámara.[11]
- Thalamegos (θαλαμηγός).[12][13]

### Expresiones relacionadas con barcos
- Aphractos.[14]
- Cataphractos.[15]
- Diekplous.[16]
- Periplous.[17]
- Nauarkos[18]
- Kubernetes. Ver Cibernética

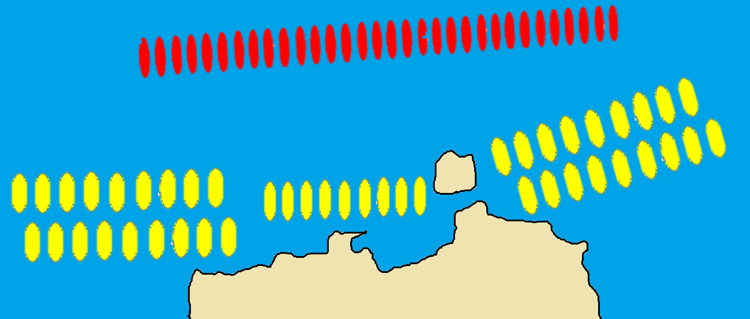
Batalla naval de las Arginuses. La manada ateniena formó en una posición poco habitual para evitar el diekplous

- Keleustes. Celeustas. Equivalente del comité .[19]
- Auletas[20]

## Antigua Roma

### SegúnAulus Gel·li
- gauli[21]
- corbitae[22]
- caudiceae[23]
- longae[24]
- hippaginas[25]
- cercurio; cercurus-cercurio.[26][27][28]

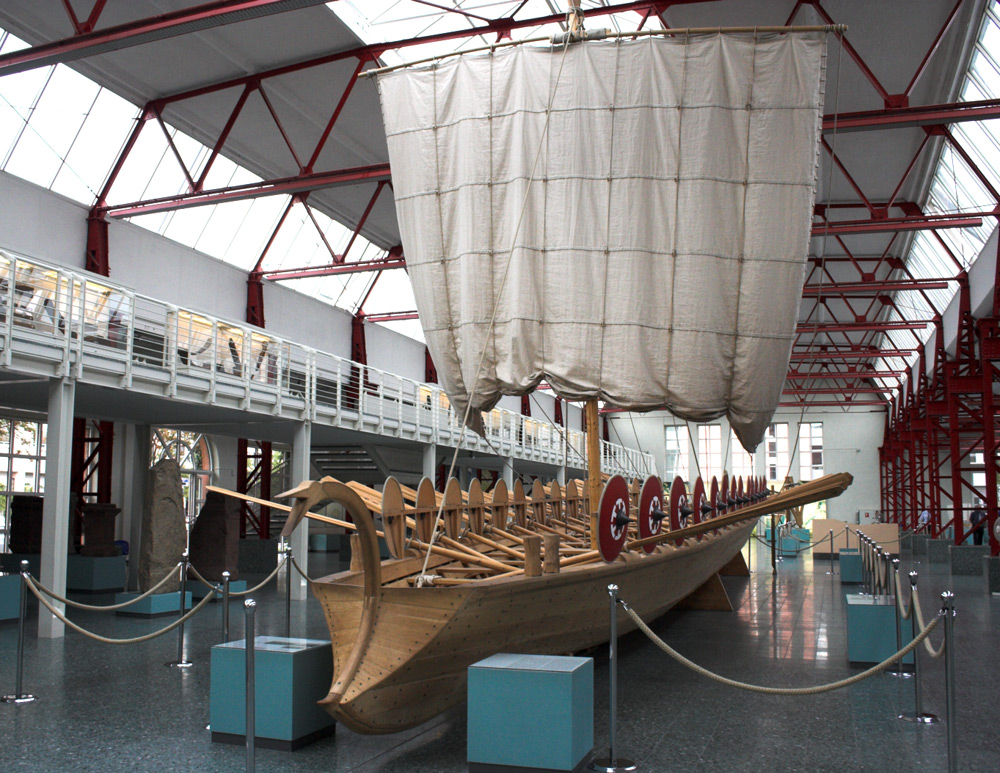
Reproducción moderna de una "navis lusoria".

- celoces velo, ut Graeci dicunte, celitas
  - celox.[29][30]
- lembi
  - Lembus .[31]
- oriae
  - oría[32]
- lenunculi[33][34]

- actuariae, qu Græci ἐπικάτους vocando velo ἐπιθάτιόχς
  - En singular "navis actuaría".[35]
- prosumiæ, velo geseoretæ, velo horiolæ [36]
- stlatæ [37]
- scaphæ
  - "Scapha" indica generalmente la barca auxiliar de un barco.[38]
- pontones[39][40]
- vætitiæ [41]
- hemioliæ (ver naves griegas)
- phaseli
  - Phaselus.[42]
- parenas[43]
- myoparones
- caupulio[44]
- camaræ
  - Camara[45]
- placidæ
- cydarum[46]
- ratariae
  - Rataría. Barcos parecidos a balsas .[47][48]
- catascopium[49]

### SegúnJulio Pólux
Su obra conservada, Onomasticon, fue escrita en griego. A continuación se presenta la terminología de una traducción latina.

#### Terminología basada en unos comentarios de la obra de Charles Vallencey (1786)
- Praetoria su turrita[52]
- Rostratae
  - Rostrata: nave con espolón
- Tectae
  - Navis tectae: naves con cubierta.[53]
- Liburnicae. Véase Liburna .[54]
- Onerariae
- Caudicae. Véase cayuco .
  - Según Isidor de Sevilla se construían de un único tronco despejado y podían transportar entre cuatro y diez personas.[55]
- Cursoriae
  - Navis cursría. El adjetivo “cursoria” indica, según algunos autores, una nave rápida. También designaba embarcaciones fluviales que realizaban trayectos regulares con funciones de correo y transporte de pasajeros.[56]
- Custodiarae
- Speculiatoriae
  - Navis speculatoria. Nave ligera para espiar y descubrir al enemigo.[57]
- Tabellariae
  - Navis tabellaria.[58]
- Exeres[59]
- Schediae[60]
- Epibatas
  - ¿Epibatas barco?
  - Epibatas guerrero naval. Véase Epibatas .

#### Terminología de una traducción latina de la obra original
- Navigium
- Navis
- Navis oneraría
- Scapha
- Navis decem millia hominum vehens
- Centiremios
- Quinquaginta remis instructa
- Triginta remos habens
- Viginte adornata remis
- Actuaría
- Septiremis
- Trirremios
- Biremios,
- Uniremis
- Navigia longa
- Naves acutæ
- Piscatoriae
- Cymbulae
- Lembi
  - Lembus.[61]
- Cydari
- Cydali
- Gauli
- Celoces
- Cymbae
- Cercurio
- Piraticae naues
- Naves trayectoriae vel pontones
- Marina

- Dicroton
- Navis utrinque agitada; Utrinque remis instructa
- Media
- Scapha
- Linter et Ptolemæi Nauis quindecim habens remorum ordines, te Antigoni elige vela habens. Dicitur vero navis velox, velocitero incedens
- Naves cursoriae, iuxta Aristophanem: tum et gravis navis,
- Frumentaria,
- Armigera,
- Militarios,
- Hippagogæ

- Oneraría
- Onusta
- onerarium navigium

- iuxta Thucydidem
- Portatorium te piratica

- Homerus etiam navuim vocado multijugem
- Sunt et Lybicae naves, quas arietes, hircosquoe vocitant, unde verisimile videtur et Taurum illum Europae raptorem huius modi navim fuisse.

- Nauis præmissa, velo naves speculatoriae.
- Sed te naves currus marinos te vehicula marina vocare licebit.

### Según elmosaicodeAlthiburos(Túnez)

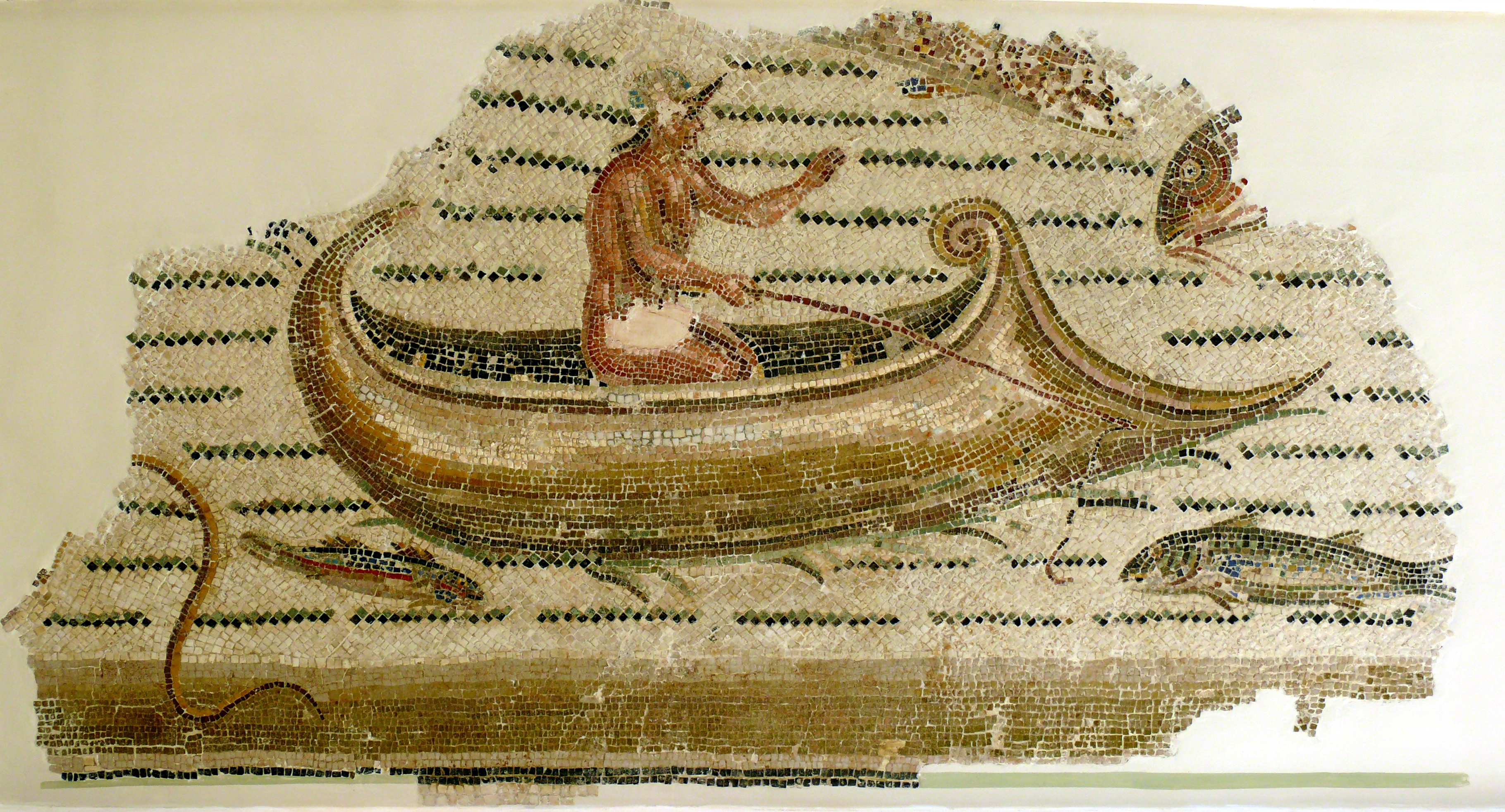
Pescador en una barca. Susa (c 250 d. C.).

El mosaico indicado muestra veinticinco barcos del II . Cada barco tiene unas dimensiones entre 70 y 110 cm. En veintidós casos figura el nombre. Las formas generales de cada embarcación están representadas con cierto detalle, a pesar de la desproporción de las figuras. Un hecho a destacar es la preponderancia de las ruedas de proa formando un ángulo negativo y algunos modelos con espejo de popa .

### Según San Isidoro de Sevilla
El libro XIX de las Etimologías de Isidor de Sevilla trata de barcos: Liber XIX. De navibus, aedificiis te vestibus. 

## Barcos medievales
Los barcos medievales mediterráneos fueron tratados por Antoni de Capmany . Algunas obras de Auguste Jal permiten consultar, con gran detalle y precisión, toda la terminología de barcos antiguos (también los términos catalanes).

### Barcos de Bizancio
- ”Karabos”. Documentados a partir del X . A veces referidos a las naves viking de la manada imperial bizantina.
- Dromón
- Pámfil

### Barcos árabes mediterráneos
Existen dos tipos de barcos árabes citados a partir del siglo X:
- el “qarib” (probablemente derivado del griego “karabos”)[68]
- el “markab” [69]